# Saint-Auban
Saint-Auban là một xã ở tỉnh Alpes-Maritimes, vùng Provence-Alpes-Côte d’Azur ở đông nam nước Pháp.

## Khí hậu
| Dữ liệu khí hậu của Saint-Auban (1991–2020 normals, extremes 2002–present) | Dữ liệu khí hậu của Saint-Auban (1991–2020 normals, extremes 2002–present) | Dữ liệu khí hậu của Saint-Auban (1991–2020 normals, extremes 2002–present) | Dữ liệu khí hậu của Saint-Auban (1991–2020 normals, extremes 2002–present) | Dữ liệu khí hậu của Saint-Auban (1991–2020 normals, extremes 2002–present) | Dữ liệu khí hậu của Saint-Auban (1991–2020 normals, extremes 2002–present) | Dữ liệu khí hậu của Saint-Auban (1991–2020 normals, extremes 2002–present) | Dữ liệu khí hậu của Saint-Auban (1991–2020 normals, extremes 2002–present) | Dữ liệu khí hậu của Saint-Auban (1991–2020 normals, extremes 2002–present) | Dữ liệu khí hậu của Saint-Auban (1991–2020 normals, extremes 2002–present) | Dữ liệu khí hậu của Saint-Auban (1991–2020 normals, extremes 2002–present) | Dữ liệu khí hậu của Saint-Auban (1991–2020 normals, extremes 2002–present) | Dữ liệu khí hậu của Saint-Auban (1991–2020 normals, extremes 2002–present) | Dữ liệu khí hậu của Saint-Auban (1991–2020 normals, extremes 2002–present) |
| Tháng                                                                      | 1                                                                          | 2                                                                          | 3                                                                          | 4                                                                          | 5                                                                          | 6                                                                          | 7                                                                          | 8                                                                          | 9                                                                          | 10                                                                         | 11                                                                         | 12                                                                         | Năm                                                                        |
| -------------------------------------------------------------------------- | -------------------------------------------------------------------------- | -------------------------------------------------------------------------- | -------------------------------------------------------------------------- | -------------------------------------------------------------------------- | -------------------------------------------------------------------------- | -------------------------------------------------------------------------- | -------------------------------------------------------------------------- | -------------------------------------------------------------------------- | -------------------------------------------------------------------------- | -------------------------------------------------------------------------- | -------------------------------------------------------------------------- | -------------------------------------------------------------------------- | -------------------------------------------------------------------------- |
| Cao kỉ lục °C (°F)                                                         | 21.4 (70.5)                                                                | 22.5 (72.5)                                                                | 23.8 (74.8)                                                                | 28.0 (82.4)                                                                | 32.2 (90.0)                                                                | 39.0 (102.2)                                                               | 36.7 (98.1)                                                                | 37.9 (100.2)                                                               | 32.3 (90.1)                                                                | 28.7 (83.7)                                                                | 22.4 (72.3)                                                                | 19.4 (66.9)                                                                | 39.0 (102.2)                                                               |
| Trung bình ngày tối đa °C (°F)                                             | 8.9 (48.0)                                                                 | 9.8 (49.6)                                                                 | 13.4 (56.1)                                                                | 17.2 (63.0)                                                                | 20.7 (69.3)                                                                | 25.7 (78.3)                                                                | 28.5 (83.3)                                                                | 27.9 (82.2)                                                                | 23.5 (74.3)                                                                | 18.7 (65.7)                                                                | 13.1 (55.6)                                                                | 9.6 (49.3)                                                                 | 18.1 (64.6)                                                                |
| Trung bình ngày °C (°F)                                                    | 3.6 (38.5)                                                                 | 3.8 (38.8)                                                                 | 7.0 (44.6)                                                                 | 10.5 (50.9)                                                                | 13.9 (57.0)                                                                | 18.2 (64.8)                                                                | 20.6 (69.1)                                                                | 20.1 (68.2)                                                                | 16.4 (61.5)                                                                | 12.6 (54.7)                                                                | 7.7 (45.9)                                                                 | 4.3 (39.7)                                                                 | 11.6 (52.8)                                                                |
| Tối thiểu trung bình ngày °C (°F)                                          | −1.8 (28.8)                                                                | −2.2 (28.0)                                                                | 0.5 (32.9)                                                                 | 3.8 (38.8)                                                                 | 7.1 (44.8)                                                                 | 10.8 (51.4)                                                                | 12.6 (54.7)                                                                | 12.3 (54.1)                                                                | 9.3 (48.7)                                                                 | 6.5 (43.7)                                                                 | 2.3 (36.1)                                                                 | −1.0 (30.2)                                                                | 5.0 (41.0)                                                                 |
| Thấp kỉ lục °C (°F)                                                        | −14.0 (6.8)                                                                | −17.1 (1.2)                                                                | −13.1 (8.4)                                                                | −5.9 (21.4)                                                                | −2.0 (28.4)                                                                | 0.5 (32.9)                                                                 | 5.2 (41.4)                                                                 | 3.9 (39.0)                                                                 | 0.2 (32.4)                                                                 | −5.4 (22.3)                                                                | −10.5 (13.1)                                                               | −15.4 (4.3)                                                                | −17.1 (1.2)                                                                |
| Lượng Giáng thủy trung bình mm (inches)                                    | 57.6 (2.27)                                                                | 48.1 (1.89)                                                                | 51.1 (2.01)                                                                | 64.9 (2.56)                                                                | 63.4 (2.50)                                                                | 53.3 (2.10)                                                                | 34.7 (1.37)                                                                | 51.1 (2.01)                                                                | 70.4 (2.77)                                                                | 104.8 (4.13)                                                               | 116.4 (4.58)                                                               | 74.2 (2.92)                                                                | 790.0 (31.10)                                                              |
| Số ngày giáng thủy trung bình (≥ 1.0 mm)                                   | 6.8                                                                        | 6.2                                                                        | 7.0                                                                        | 7.3                                                                        | 7.9                                                                        | 5.3                                                                        | 4.0                                                                        | 4.7                                                                        | 5.0                                                                        | 7.0                                                                        | 8.9                                                                        | 7.7                                                                        | 77.8                                                                       |
| Nguồn: Meteociel                                                           |                                                                            |                                                                            |                                                                            |                                                                            |                                                                            |                                                                            |                                                                            |                                                                            |                                                                            |                                                                            |                                                                            |                                                                            |                                                                            |